# Lymania corallina
Lymania corallina är en gräsväxtart som först beskrevs av Johann Georg Beer, och fick sitt nu gällande namn av Robert William Read. Lymania corallina ingår i släktet Lymania och familjen Bromeliaceae. Inga underarter finns listade i Catalogue of Life.